# 米克·麥卡錫
迈克尔·约瑟夫·麥卡錫（英語：Michael Joseph McCarthy，1959年2月7日—）生於英國巴恩斯利，是前愛爾蘭職業足球運動員，退役後出任領隊，他曾經執教米禾爾、新特蘭、愛爾蘭國家隊及狼隊，也曾經在電視台擔任足球評述員。

## 球員生涯
1977年8月20日，米克·麥卡錫為當時在丁組聯賽的班士利首度亮相，協助球隊以4-0大勝罗奇代尔，他在這底層聯賽逗留了兩年時間，協助球隊升班。再過兩年，班士利升上乙組聯賽。在這段時間，作為中堅的米克·麥卡錫在其家鄉球會出席大部分比賽。1983年12月，麥卡錫轉投同樣是乙組聯賽的球會曼城。
該支以緬因路球場為主場的球隊在翌年升班，麥卡錫遂得以在最高組別聯賽競逐。在那一賽季，曼城最終穩守中游位置，但在翌年就降班了。1987年5月，麥卡錫轉投些路迪。
麥卡錫加盟的第一年，該蘇格蘭球會便奪得聯賽及盃賽的雙料冠軍。在接下來的那一賽季，些路迪雖然在聯賽只得第三名，但麥卡錫再贏得蘇格蘭足總盃冠軍獎牌。
1989年7月，麥卡錫到法國的里昂落班。然而，他並不太適應在法國踢球，1990年3月，麥卡錫被外借到英格蘭頂級聯賽球會米禾爾，在外借期間，米禾爾須降班至乙組作賽，但麥卡錫的表現足以讓球會以20萬英鎊的價格收購了他。在其後的兩個賽季，麥卡錫受到傷患困擾。1992年，麥卡錫在接任球隊領隊後宣佈退役。

## 國家隊生涯
麥卡錫雖然在英格蘭出生，但他的父親查理是愛爾蘭人，故他可以入選愛爾蘭國家隊。1984年5月23日，他首次代表國家隊在友誼賽上陣對波蘭，雙方互交白卷完場。此後，麥卡錫成為國家隊的正選，在1988年歐洲國家盃的所有賽事都正選上陣，後來更成為國家隊隊長，故有「神奇隊長」的綽號。
在1990年世界盃，這可謂是麥卡錫國家隊生涯的巔峰，他們在十六強戰至十二碼階段淘汰羅馬尼亞，接著他們在八強遭遇主辦國意大利，以0-1落敗，令愛爾蘭的首次世界盃旅程終結。麥卡錫合共為國家隊上陣57次，在1988年4月對南斯拉夫及1992年6月對美國時分別打進了一球。

## 執教生涯

### 米禾爾
1992年3月，麥卡錫加入米尔沃尔，取締李奧治成為球員兼領隊。在下一個賽季，他仍有以球員的身分註冊，但他只在一場英義盃的賽事裡上陣，此後不再上陣，專心於執教。
在1993/1994年賽季，米禾爾以第三名完成，打入附加賽，但在準決賽敗予打比郡。至1995/1996年賽季，查爾頓遜位，麥卡錫被視為愛爾蘭國家隊領隊的熱門候選人。經過一輪猜測後，麥卡錫在1996年2月5日正式被任命為愛爾蘭國家隊領隊，麥卡錫在兩天前已辭去了球會的職務。這時，米禾爾跟降班區還有14分的距離，但麥卡錫離開後，米禾爾的成績一落千丈。
麥卡錫從莫斯科斯巴達挖來的龍蘭及庫里括夫，他們每人獲得15萬英鎊簽字費，工資更是其他一綫球員的五倍，然而他們讓人失望的表現被認為是使尼高接手米禾爾後降級的一個重要因素。

### 愛爾蘭
愛爾蘭在繼未能出線1998年世界盃及2000年歐洲國家盃後，終在麥卡錫的帶領下闖進在日本及南韓舉辦的2002年世界盃。不過，愛爾蘭馬上便陰霾滿佈，罗伊·基恩憤怒地質疑國家隊賽前準備及訓練設施的水準，並逐漸演變成對麥卡錫的人身攻擊，在世界盃開鑼前，堅尼被遣返回國，無緣參與世界盃賽事。
縱使發生了不愉快事件，愛爾蘭還是能打入十六強，在十二碼階段被西班牙淘汰出局。愛爾蘭在該屆世界盃的表現排名第九，在歐洲球隊裡排名第五。堅尼事件帶來的影響並未因此消退。許多愛爾蘭人支持堅尼的立場，尤其是在一個電視專訪節目裡揭示了愛爾蘭國家隊的準備不足，在世界盃前後，高叫麥卡錫下台的呼聲不斷。愛爾蘭足球協會委託進行獨立調查，並就此發表報告，使一直反駁堅尼的常任秘書長布蘭頓·蒙頓（Brendan Menton）為此辭職。
愛爾蘭在2004年歐洲國家盃外圍賽的失利使國內傳媒對麥卡錫的批評更強烈。事實上，他堅持使用的戰術及起用多名球員對愛爾蘭沒有幫助，導致作客以2-4敗予俄羅斯及主場以1-2敗予瑞士。在飽受壓力下，麥卡錫終於在2002年11月5日辭職。在麥卡錫領導的68場賽事裡，29場取得勝利、19場和局、20場落敗。

### 新特蘭
2003年3月12日，麥卡錫獲委任為新特蘭的領隊，取締六連敗而讓新特蘭陷入降級危機的韋健遜。但是麥卡錫仍無法阻止新特蘭繼續沉淪，「黑貓」最終須降級。
麥卡錫對此不須負上太大的責任，繼續留任領隊。在下一賽季，新特蘭得以打入升班附加賽，對手水晶宮在先落後的情況在完場前追平，兩回合累計4-4，迫使要以十二碼決勝負，新特蘭4-5落敗。在2004/2005年賽季，新特蘭取得頗大的進展，使「黑貓」以英冠冠軍的姿態重返英格蘭足球超級聯賽作戰，新特蘭在該季聯賽取得驚人的94分。
在重返英超後，因資金有限，他不能大肆強化陣容，成績不太好，到剩餘10輪聯賽的時候，新特蘭還需要16分才能脫離降級區。2006年3月6日，麥卡錫被辭退。很諷刺的是，新特蘭最終任命前曼聯球員堅尼為麥卡錫下一任的正式領隊。

### 狼隊
2006年7月21日，麥卡錫獲英冠球隊狼隊任命為領隊，取締兩星期前離任的霍德尔。狼隊出售了不少一綫球員，前景不明朗。麥卡錫從青年隊裡挑選球員補充，又從一些低組別聯賽及自由轉會市場裡羅致了一些球員。雖然人們對狼隊的期望不高，他們還是能打入升班附加賽，但卻被勁敵西布朗擊敗。其後，有傳麥卡錫成為南韓及愛爾蘭的主教練候選人，不過麥卡錫表示會一直留在狼隊，而他更輕而易舉協助狼隊升班英超。
2008/09年球季狼隊開季4戰3勝1和，麥卡菲獲選為8月份英冠最佳領隊。
2011/12年球季的2月在主場以1-5慘敗給宿敵西布朗後被辭退，由助理教練掌管球隊，惟戰績不升反趺，失去麥卡錫的狼隊在餘下13場比賽中取得0勝4和的紀錄，以25分降級至英冠。

## 執教統計
| 球隊   | 國家   | 開始執教日期  | 最後執教日期  | 成績 | 成績 | 成績 | 成績 | 成績  |
| 球隊   | 國家   | 開始執教日期  | 最後執教日期  | 賽   | 勝   | 和   | 負   | 勝%   |
| ------ | ------ | ------------- | ------------- | ---- | ---- | ---- | ---- | ----- |
| 米禾爾 | 英格兰 | 1992年3月19日 | 1996年2月4日  | 203  | 74   | 59   | 70   | 36.45 |
| 愛爾蘭 | 爱尔兰 | 1996年3月1日  | 2002年11月5日 | 68   | 29   | 19   | 20   | 45.83 |
| 新特蘭 | 英格兰 | 2003年3月12日 | 2006年3月6日  | 147  | 63   | 58   | 26   | 42.85 |
| 狼隊   | 英格兰 | 2006年7月21日 | 2012年2月13日 | 270  | 104  | 66   | 100  | 38.52 |

## 外部連結
- 麥卡錫執教統計 足球基地